# Башкувка
Башку́вка (пол. Baszkówka) — село в Мазовецком воеводстве в Польше. Как одноимённое солецтво входит в состав гмины Пясечно Пясечинского повята.
В 1975—1998 относилось к Варшавскому воеводству.

## География
Село расположено в 10 км к юго-западу от районного центра — города Пясечно и всего в 23 км к юго-западу от столицы страны. На западной околице села находятся несколько водоёмов, имеющих форму треугольников, вытянутых вершинами с севера на юг; крупнейшие из них — Каролинский и Цементный пруды. К югу от села начинается небольшой лес.
Через село проходит дорога местного значения 2837W «Пясечно — Злотоклос».

## Население
По данным переписи 2011 года в селе проживало 393 человека; по данным на 2016 год население увеличилось и составило 472 человека, включая 7 человек, проживающих «временно».
Таблица: «Население Башкувки по экономическим возрастным группам».
| Год переписи | Код населённого пункта | Всего | Мужчины | Мужчины    | Мужчины    | Мужчины    | Мужчины    | Мужчины    | Женщины | Женщины    | Женщины    | Женщины    | Женщины    | Женщины    |
| ------------ | ---------------------- | ----- | ------- | ---------- | ---------- | ---------- | ---------- | ---------- | ------- | ---------- | ---------- | ---------- | ---------- | ---------- |
| Год переписи | Код населённого пункта | Всего | Всего   | В возрасте | В возрасте | В возрасте | В возрасте | В возрасте | Всего   | В возрасте | В возрасте | В возрасте | В возрасте | В возрасте |
| Год переписи | Код населённого пункта | Всего | Всего   | до 18      | 18-64      | 18-64      | 18-64      | старше 64  | Всего   | до 18      | 18-59      | 18-59      | 18-59      | старше 59  |
| Год переписи | Код населённого пункта | Всего | Всего   | до 18      | Всего      | Мобиль.    | Немобиль.  | старше 64  | Всего   | до 18      | Всего      | Мобиль.    | Немобиль.  | старше 59  |
| 2011         | 0006161                | 393   | 180     | 50         | 119        | 88         | 31         | 11         | 213     | 64         | 120        | 94         | 26         | 29         |

Источник: веб-сайт «Открытые данные» Правительства Польши.

## Достопримечательности
25 августа 1994 года в селе упал метеорит «Башкувка» весом в 15 кг. Это первый метеорит, задокументированный в окрестностях Варшавы и один из двадцати двух, зафиксированных на территории всей Польши.